# María Luisa Geiszer
María Luisa Geiszer (José C. Paz, 4 de septiembre de 1951) es una política argentina afiliada al Partido Justicialista, exintendenta interina del partido de José C. Paz, en la zona noroeste del Gran Buenos Aires.
Electa por primera vez para el cargo de concejal en 2007, ante el pedido de licencia de Mario Ishii, asumió como intendenta el 7 de julio de 2009.

## Biografía
María Luisa Geiszer fue vocal titular del Consejo de Partido cuando el partido de José C. Paz se independizó del partido de General Sarmiento (en 1995). En 1996 fue Secretaria del bloque Peronista en el Consejo Deliberante al lado de Mario Ishii, con el recordado Leonides Alfonso. En 1999 ―durante el primer mandato de Ishii― asumió la Secretaría de Acción Social. Ya en 2007 fue elegida primera concejala.
El 7 de julio de 2009, en una sesión especial, el Honorable Concejo Deliberante de José C. Paz aceptó finalmente el pedido de licencia del intendente Mario Alberto Ishii, y a su vez se aprobó el interinato de la concejal María Luisa Geizser.
Geiszer manifestó a la prensa el día de la asunción:

Estoy con toda la tranquilidad aunque también con toda la responsabilidad por la continuidad de la gestión de Mario Alberto Ishii. Es la continuidad de las obras, los asfaltos, la continuidad de todo lo que puso en marcha Mario Ishii. En mi van a encontrar no la cambiante del distrito sino la continuidad de una gestión de gobierno brillante que hizo Mario Alberto Ishii. Esperamos que el retome todas las fuerzas, que descanse y disfrute de esta licencia para volver más ahínco para la gestión que lo espera.
María Luisa Geiszer

El lugar dentro del recinto de Geiszer debía ser ocupado por Gloria Jáuregui, quien apenas juró pidió licencia temporaria, por lo tanto el segundo suplente fue Gabriel Horacio Baglietto, que estaba en el 10.º lugar de la lista en el año 2007, y que en principio ocupara ese lugar hasta el 9 de diciembre de 2011, siempre y cuando que no volviera a su banca Geiszer o Jáuregui.